# Makray Balázs
Makray Balázs (1943. november 7. –) labdarúgó, hátvéd, edző.

## Pályafutása
1962 nyaráig a Bp. Spartacus játékosa volt. Szegeden mutatkozott be az élvonalban az 1962-ben. Egy évadott követően Dorogra igazolt, ahol 4 éven keresztül szerepelt. A dorogiak ugyan kiestek az NB I-ből 1966-ban, de az NB I/B-ben is játszott csapatával egy évadot. Ezt követően, az 1968-as idényben volt a Vasas labdarúgója és tagja volt a bronzérmes csapatnak. 1969 és 1973 között a Komlói Bányász csapatában játszott.  1973-ban a DVSC játékosa lett. Az élvonalban 151 bajnoki mérkőzésen szerepelt. Visszavonulása után edzőként tevékenykedett. 1975 és 1978 között a Debreceni VSC vezetőedzője volt.

## Sikerei, díjai
- Magyar bajnokság
  - 3.: 1968
- Magyar kupa (MNK)
  - döntős: 1970